# Gordon Williamson
Gordon Williamson (nascido em 1951) é um escritor de história popular baseado no Reino Unido. Williamson passou sete anos com a Polícia Militar no Exército Territorial Britânico e, a partir de 2016, reside na Escócia. Williamson escreveu mais de 40 livros e outras publicações. Seus trabalhos se concentraram em tópicos que vão desde U-boot, insígnias militares, ases da aviação, Waffen-SS e forças especiais. As obras de Williamson apresentam um retrato acrítico do esforço de guerra alemão durante a Segunda Guerra Mundial.

## Obras selecionadas
- E-BOAT vs. MTB: The English Channel 1941-45[6]
- German Commanders of World War II (2): Waffen-SS, Luftwaffe and Navy
- Knight's Cross with Diamonds Recipients: 1941-45
- Grey Wolf: U-Boat Crewman of World War II
- The Iron Cross [7]
- Osprey Men-at-Arms 434, World War II German Police Units
- Kriegsmarine U-boats 1939-45
- Loyalty Is My Honor: Waffen-SS Soldiers Talking
- The SS: Hitler's Instrument of Terror[8]
- Waffen-SS Handbook
- World War II German Battle Insignia
- Torpedo Los!: The Fascinating World of U-boat Collectibles